# The Bone People
The Bone People è un romanzo di Keri Hulme del 1984. Il romanzo è stato premiato con il Booker Prize.
The Bone People è una storia d'amore insolita. Le differenze sono nel modo di raccontare, la materia, e la forma di amore narrata. Questo non è in alcun modo romantico, ma è piuttosto pieno di violenza, paura ed emozioni distorte. Al centro della storia ci sono tre persone che con fatica cercano di capire cos'è l'amore e come trovarlo.

## Trama
Il libro è diviso in due sezioni principali: nella prima i personaggi interagiscono insieme, mentre nella seconda metà vengono narrati i loro viaggi individuali.
Nella prima metà, Simon, un bambino di sette anni, si presenta alla torre dell'eremita Kerewin in una notte cupa e tempestosa. Simon è muto ed è quindi incapace di spiegare le sue motivazioni. Quando Joe, il padre adottivo di Simon, arriva a prenderlo la mattina seguente, Kerewin viene messa a conoscenza della loro curiosa storia. Simon è stato trovato abbandonato sulla spiaggia anni prima, senza memoria e con pochi indizi sulla sua identità. Joe e sua moglie Hana allevano Simon, nonostante il suo passato misterioso. Tuttavia, in seguito sia Hana che il suo figlio neonato muoiono di influenza, costringendo Joe a crescere il ragazzo da solo.
Kerewin sviluppa un rapporto con il ragazzo e il padre, divenendo sempre più legato alla loro situazione. A poco a poco diventa chiaro che Simon è un orfano seriamente traumatizzato, e Joe non è in grado di far fronte ai suoi comportamenti. Kerewin capisce che, nonostante l'amore costante e intenso tra loro, Simon è fisicamente abusato dal padre.
Simon assiste a una morte violenta e cerca aiuto in Kerewin, ma lei è arrabbiata con lui per aver rubato alcuni dei suoi beni e non ascolta. Simon reagisce prendendo a calci il fianco della sua chitarra, un dono molto prezioso dalla sua famiglia, al che lei gli urla di scomparire. Simon va in città e rompe una serie di vetrine di negozi, e quando viene riportato a casa dalla polizia, Joe lo picchia duramente. Tuttavia, Simon trafigge il padre con un pezzo di vetro che aveva nascosto, ed entrambi finiscono in ospedale.
Nella seconda metà del romanzo, Joe è mandato in prigione per abuso di minori, Simon è ancora in ospedale, e Kerewin è gravemente e inspiegabilmente malata. Tramite un vecchio morente, Joe scopre la possibile identità del padre di Simon. Simon viene inviato a una casa per bambini, e Kerewin ha la prospettiva di morire entro l'anno.
Kerewin adotta Simon, per tenerlo vicino a lei e Joe, che è di nuovo fuori di prigione. Nel frattempo Joe è in grado di contattare la famiglia di Kerewin e a riconciliarli. La scena finale del romanzo descrive la riunione dei tre personaggi principali, mentre festeggiano per una qualche occasione non specificata.